# Edmundo Bittencourt
Edmundo Bittencourt (Santa Maria, 5 de fevereiro 1866 — Rio de Janeiro, 16 de outubro de 1943) foi jornalista e advogado brasileiro, um dos nomes mais importantes no cenário jornalístico da Primeira República Brasileira.

## Primeiros anos
Nasceu na pequena propriedade rural de seus pais, próximo de um povoado chamado Pau Fincado, no então município gaúcho de Santa Maria da Boca do Monte; era filho de Manuel Lopes Bittencourt e Maria Francisca Bittencourt.
Quando ele tinha quatro anos de idade o pai, doente, viu-se forçado a vender o sítio e mudar-se para Porto Alegre, onde faleceu dois anos mais tarde, em 1872; quando o garoto tinha de sete para oito anos foi matriculado, na capital rio-grandense, numa escola pública a fim de fazer o curso primário; revelou desde cedo denodo no estudo e mais tarde foi para o colégio do então afamado educador Hilário Ribeiro que, contudo, foi forçado a abandonar.
Aos treze anos, com a mãe viúva, viu-se obrigado a trabalhar a fim de auxiliar na mantença familiar, e por isso largou a escola; em tempos em que não havia a máquina de escrever, serviu-se de suas qualidades caligráficas, sendo contratado como copista no meio jurídico – servindo a grandes firmas advocatícias para passar a limpo suas petições e arrazoados, até que o escritório dos bacharéis Severino de Freitas Prestes e Antônio Lara de Fontoura Palmério o contratou com exclusividade para este serviço.
Foi o Dr. Severino quem, um dia, perguntou-lhe se queria estudar e, com a resposta afirmativa, ele foi então matriculado no Ginásio São Pedro, de Aurélio Benigno de Castilhos; ali voltou a destacar-se, apesar de não ter recursos para adquirir os livros.
Ao fim da sua formação inicial candidatou-se na Tesouraria Provincial ao cargo de amanuense, ao qual foi aprovado apesar de não contar com alguma proteção política; foi o seu chefe na repartição quem, vendo seu potencial, pediu-lhe que fizesse alguns artigos acerca da colonização da então província e ele, assim, publica pelo no jornal A Reforma, pertencente ao Partido Liberal, atraindo a atenção de seus líderes, em especial o já consagrado Gaspar Silveira Martins.
Martins então, encontrando-o na redação, perguntou-lhe pelos estudos e ele narrou sua condição de pobreza; o líder então mandou-lhe que tirasse licença por um ano no emprego para iniciar os estudos jurídicos e, objetado se isto não seria onerar os cofres públicos, o líder liberal respondera-lhe que era obrigação da Província “proteger os seus filhos diletos”.

## Mocidade e trabalho
Saindo do estado natal acabou por perder o título que lhe dava o direito ao recebimento do salário e, ao cabo de três meses em Campinas havia conseguido emprego no Colégio Culto à Ciência daquela cidade paulista, para onde se mudara, e escreveu ao Rio Grande dispensando os pagamentos que nunca recebera.
Apesar de ter recomendações do político Martins a professores da faculdade paulistana de direito, não se matriculou ali contudo, preferindo trabalhar no Banco da Lavoura e Comércio do Estado de São Paulo que tinha filial na então capital do país, o Rio de Janeiro, para onde mudou-se por um breve período pois fora logo transferido para a matriz paulistana pouco tempo depois, em 1889; mas ele se demitiu e retornou ao Rio onde, obtendo uma provisão, passou à condição de “solicitador forense” e foi trabalhar no escritório de Rui Barbosa e Sancho de Barros Pimentel.
Por sugestão de Rui e Pimentel, matriculou-se na Faculdade Nacional de Direito onde concluiu o curso em apenas dois anos; segundo Cândido Mendes de Almeida, que lhe fora professor, o aluno “fizera época” enquanto ali esteve, debatendo as doutrinas e teorias com os catedráticos; no escritório de Rui veio a consagrar-se ele próprio como advogado.
A corrupção no meio jurídico encontrou nele um ferrenho combatente, escrevendo artigos em que denunciava a venalidade de advogados e juízes, conquistando inimizades; neste período inicial da República colaborou em vários jornais cariocas, sendo mais frequente em A Imprensa, que pertencia a Rui.
Casou-se a 23 de maio de 1890 com Amália Muniz Freire, com quem teve dois filhos: Paulo Bittencourt e Aloísio, que morreu cedo.

## O “Correio da Manhã”
A 15 de junho de 1901 fundou, ao lado de Manuel Vitorino e Leão Veloso o jornal que marcaria sua trajetória: o Correio da Manhã, com o objetivo de fazer oposição ao governo Campos Sales que, como o próprio admitiria em seu livro “Da propaganda à Presidência”, havia cooptado os outros jornais; a publicação logo reúne grandes nomes das letras e do jornalismo.
Sem abandonar por completo o direito ao dedicar-se integralmente ao jornalismo, colaborou na elaboração de uma Lei de Falências que, mais tarde, serviria de base à que fora criada pelo Congresso.
Em decorrência de uma campanha que iniciara no periódico na questão de saúde pública da venda de carnes ele convidara o então recém-chegado da Europa e iniciante na sua clínica o médico Oswaldo Cruz que, entretanto, acreditando tratar-se de questão política, negou-se a dar um parecer.

## Duelo, tentativa de homicídio e prisões
Durante as administrações de Campos Sales, Rodrigues Alves, Afonso Pena, Hermes da Fonseca e começo do de Wenceslau Brás, Bittencourt empreendeu forte campanha contra o senador Pinheiro Machado.
O político governista, então, acreditando amedrontá-lo, desafiou-o publicamente para um duelo com pistolas, na qual era exímio atirador – mas Edmundo aceitou o embate; o desafiante então levara por testemunhas a Hermes da Fonseca e Ramiro Barcelos; Bittencourt fora acompanhado os colaboradores e amigos Vicente Piragibe e Osmundo Pimentel.
Ambos erraram seus primeiros disparos e Edmundo exigiu que fossem aos segundos; errou novamente, mas Pinheiro Machado o feriu gravemente; ele foi então socorrido por um médico presente e sobreviveu, continuando seu afã de denunciar as mazelas dos governos.
Durante o governo de Hermes da Fonseca o "Correio" havia denunciado que um sobrinho do senador, chamado Antônio Pinheiro Machado, mesmo sendo funcionário público, havia morado ilegalmente na Europa e recebido salário como se no serviço estivesse; o denunciado, então, atira contra Bittencourt em um restaurante, ferindo-o no pulso; apesar de sua intenção ser a morte do diretor do jornal, foi acusado por lesão leve e, julgado, foi absolvido.
Ele próprio, contudo, foi preso durante o governo daquele presidente, e em outras tantas ocasiões, por sua postura crítica aos governos da Velha República, como o de Epitácio Pessoa; e após o Levante de 5 de julho de 1922, ficou preso em quartéis e em cárceres de navios.

## Últimos anos

Inauguração do busto de Edmundo Bittencourt, em 1966.

Edmundo aposentou-se em 1928, passando o comando do seu jornal Correio da Manhã ao seu filho Paulo Bittencourt, que iniciou um período de reformulação editorial e renovação tecnológica do jornal. Apesar de sua aposentadoria, ela não o impediu a emprestar seu apoio à Revolução de 1930; aos 70 anos, por ocasião das comemorações do Centenário Farroupilha em 1935, retornou ao Rio Grande e visitou pela última vez o local de seu nascimento, em Santa Maria.
Com a idade sua saúde se fragilizara bastante, mas seu estado agravou-se quando foi atropelado por um bonde na Praça Paris; ele então, depois de tratar-se e ter uma recuperação razoável, passou a morar mais tempo em Teresópolis do que na capital.
Bittencourt havia feito uma operação na Santa Casa de Saúde de São Sebastião mas, ao contrário do que se esperava, não se recuperou, vindo a falecer à 5h da madrugada de 16 de outubro, naquele nosocômio; o corpo foi então levado à sua residência em Copacabana, onde foi velado.
O sepultamento ocorreu em cerimônia simples, a seu pedido, no Cemitério de São João Batista, com a presença de autoridades e populares.